# Hrvatska nogometna reprezentacija gluhih
Hrvatska nogometna reprezentacija gluhih predstavlja gluhe osobe iz Hrvatske na međunarodnim sportskim natjecanjma u nogometu. Krovna organizacija je Hrvatski športski savez gluhih.

## Povijest
Hrvatska nogometna reprezentacija gluhih osnovana je 1992. godine. Prvu utakmicu odigrali su 25. travnja 1994. godine na igralištu zagrebačke NK Trešnjevke pod vodstvom Ivana Đalme Markovića protiv momčadi zagrebačkoga područja i pobijedili su s 3:1, a pogotke za svoju momčad postigli su Ivica Vidaković u 68. i 75. minuti, te Darko Živko u 82. minuti. Prvi nastup na velikom natjecanju imali su tri godine nakon osnivanja, 1995. godine, u Berlinu na Euro Deafu. Dana 16. travnja 2016. godine u Sisku, na Segestinom pomoćnom igralištu, odigrali su svoju 90. utakmicu i to protiv Športske udruge "Tomčev put i prijatelji" (2:2), a 30. ožujka 2019. godine odigrali su u Zagrebu protiv NK Botinca svoju 100. utakmicu i pobijedili s 1:0 (pogodak je postigao Karlo Vidaković u 74. minuti).

## Natjecanja

### Europsko prvenstvo u nogometu za gluhe

#### 1995.
Prvi nastup na Europskome prvenstvu u nogometu za gluhe imali su 1995. godine u Berlinu i ostvarili su sedmo mjesto, bez ijedne izgubljene utakmice. U četvrtzavršnici protiv Irske bilo je 0:0, a izgubili su na jedanaesterce, nakon toga u utakmici za šesto mjesto također su izgubili na jedanaesterce, a u utakmici za sedmo mjesto pobijedili su Belgiju s 4:1.

#### 1999.
Hrvatska reprezentacija gluhih nastupila je na Europskome prvenstvu u nogometu za gluhe u Oslu 1999. godine. Završili su natjecanje na 10. mjestu, izgubivši utakmicu za 9./10. mjesto od Irske, 2:5.

#### 2015.
Na Europskome prvenstvu u nogometu za gluhe, 2015. godine u njemačkome gradu Hannoveru (od 14. do 27. lipnja) bili su u skupini C s Francuskom, Belgijom te kasnijim prvakom Europe, Turskom. U prvome krugu natjecanja izgubili su sva tri susreta (3:0 od Francuske, 8:0 od Turske, i 3:1 od Belgije) a u razigravanju za plasman od 9. do 16. mjesta osvojili su 12. mjesto. U razigravanju za plasman pobijedili su Poljsku 2:0, izgubili od Italije 1:0 a utakmicu za 11. mjesto izgubili su od Francuske 4:0.
Momčad na Europskome prvenstvu u nogometu za gluhe 2015. godine: Marinko Smolčić, Tomislav Marić, Damir Starčević, Josip Smokvina, Dalibor Međimurec, Mirko Blažević, Toni Mladić, Karlo Vidaković, Darko Val, Mirko Vukić, Kristijan Selaković, Kristijan Konjetić, Ivan Vidaković, Ivica Vidaković, Mišel Dominko, Antonio Škvorić, Leonardo Vučak i Zvonimir Bašić.

#### 2019.
Kvalifikacije za Europsko prvenstvo u nogometu za gluhe - Heraklion 2019. (Grčka):
- Skupina A (Švedska, Hrvatska, Irska):
  - Švedska – Hrvatska 1:0 (Stockholm, Grimsta IP arena, 30. rujna 2017.)
  - Hrvatska – Irska 2:2 (Zagreb, Igralište NK Trnje, 28. travnja 2018.)
  - Irska – Švedska 3:0 (Abbotstown, Co. Dublin, National Sports Campus, 26. svibnja 2018.)

| Reprezentacija | Ut. | Pob. | N. | Por. | G+ | G- | GR | Bod. |
| -------------- | --- | ---- | -- | ---- | -- | -- | -- | ---- |
| Irska          | 2   | 1    | 1  | 0    | 5  | 2  | +3 | 4    |
| Švedska        | 2   | 1    | 0  | 1    | 1  | 3  | -2 | 3    |
| Hrvatska       | 2   | 0    | 1  | 1    | 2  | 3  | -1 | 1    |

- Doigravanje: 
  - Češka – Hrvatska 2:4 (Prag, FC Zličín, 8. rujna 2018.[14])

Europsko prvenstvo u nogometu za gluhe - Heraklion 2019. (Grčka, 2. – 15. lipnja):
- Skupina C (Hrvatska, Poljska, Rusija, Njemačka):
  - Hrvatska – Poljska 3:2 (Archanes Municipal Stadium, 4. lipnja 2019.)
  - Hrvatska – Rusija 0:1 (Archanes Municipal Stadium, 6. lipnja 2019.)
  - Njemačka – Hrvatska 3:0 (Dimotiko Stadio Neas Alikarnassou Irodotou, 8. lipnja 2019.)

| Reprezentacija | Ut. | Pob. | N. | Por. | G+ | G- | GR | Bod. |
| -------------- | --- | ---- | -- | ---- | -- | -- | -- | ---- |
| Njemačka       | 3   | 3    | 0  | 0    | 9  | 2  | +7 | 9    |
| Rusija         | 3   | 2    | 0  | 1    | 9  | 6  | +3 | 6    |
| Hrvatska       | 3   | 1    | 0  | 2    | 3  | 6  | -3 | 3    |
| Poljska        | 3   | 0    | 0  | 3    | 5  | 12 | -7 | 0    |

Momčad na Europskome prvenstvu u nogometu za gluhe 2019. godine: Marko Prošenski, Darko Val, Andro Crnogaj, Josip Smokvina, Dalibor Međimurec, Toni Mladić, Karlo Šanjug, Mirko Blažević, Mirko Vukić, Karlo Vidaković, Antonio Škvorić, Ivan Vidaković, Luka Roso, Leonardo Vučak, Hrvoje Francizi i Kristian Selaković.

## Trenutačni kadar

### Igrači (2018.)
| Vratari            | Vratari | Vratari | Vratari |
| ------------------ | ------- | ------- | ------- |
| Marko Prošenski    |         |         |         |
| Ivica Terzić       |         |         |         |
| Kristijan Konjetić |         |         |         |
| Nenad Vrbanić      |         |         |         |
| Obrana             |         |         |         |
| Antonio Škvorić    |         |         |         |
| Hrvoje Francizi    |         |         |         |
| Toni Mladić        |         |         |         |
| Josip Smokvina     |         |         |         |
| Mario Barišić      |         |         |         |
| Veznjaci           |         |         |         |
| Anton Lalić        |         |         |         |
| Mirko Vukić        |         |         |         |
| Mirko Blažević     |         |         |         |
| Mario Jakovljević  |         |         |         |
| Karlo Vidaković    |         |         |         |
| Napadači           |         |         |         |
| Darko Val          |         |         |         |
| Ivan Vidaković     |         |         |         |
| Leonardo Vučak     |         |         |         |
| Andro Crnogaj      |         |         |         |
| Karlo Šanjug       |         |         |         |
| Luka Roso          |         |         |         |
| Kristian Selaković |         |         |         |

|}

### Stručni stožer
| Stručni stožer    | Položaj           |
| Izbornik          | Izbornik          |
| ----------------- | ----------------- |
| Josip Bogdanović  | izbornik          |
| Treneri           |                   |
| Ivica Vidaković   | glavni trener     |
| Filip Bogdanović  | trener            |
| Medicinska služba |                   |
| Božidar Marčec    | fizioterapeut     |
| Tehnička služba   |                   |
| Mladen Ogrizek    | tehnički direktor |
| Ekonomi           |                   |
| Stjepan Žinić     | ekonom            |

## Poznati bivši reprezentativci
- Josip Bogdanović (Sadašnji izbornik, igrao je za hrvatsku nogometnu reprezentaciju gluhih od 1992. do 1998. godine.)[3][17]
- Damir Desnica

## Izbornici
| Izbornik            | Razdoblje | Ukupno utakmica | Pobjede | Neodlučeni | Porazi | Postotak pobjeda | Bodovi po utakmici | Uspjesi |
| ------------------- | --------- | --------------- | ------- | ---------- | ------ | ---------------- | ------------------ | ------- |
| Ivan Đalma Marković | 1994. – ? | ?               | ?       | ?          | ?      | ?                | ?                  |         |
| Zlatko Škorić       | ? – ?     | 2               | ?       | ?          | ?      | ?                | ?                  |         |
| Damir Desnica       | ? – ?     | ?               | ?       | ?          | ?      | ?                | ?                  |         |
| Josip Bogdanović    | ? –       | ?               | ?       | ?          | ?      | ?                | ?                  |         |
| Ukupno              | Ukupno    | ?               | ?       | ?          | ?      | ?                | ?                  |         |

## Zanimljivosti
- Za reprezentaciju igraju braća Vidaković, Karlo i Ivan. Reprezentativac bio je i njihov otac Ivica koji je sada trener u reprezentaciji. Sva trojica bili su u momčadi na Europskome prvenstvu u nogometu za gluhe 2015. godine u Hannoveru.[12]
- Marko Prošenski bio je vratar hrvatske rukometne reprezentacije gluhih na SP za gluhe 2014. i 2018. godine,[19] te na EP za gluhe 2016. godine u Berlinu kada su osvojili zlatne medalje,[20] te na 23. ljetnim olimpijskim igrama gluhih 2017. godine u turskom gradu Samsunu kada su osvojili brončanu medalju.[21]

## Također pogledajte
- Popis službenih utakmica hrvatske nogometne reprezentacije gluhih

## Vanjske poveznice
- Stjepan Žinić, Kratak osvrt na 8. Europsko prvenstvo u nogometu za gluhe, nkbelisce.hr, 17. kolovoza 2015.